# Greklands kommunistiska ungdom
Greklands kommunistiska ungdom, förkortat KNE (grekiska: Κομμουνιστική Νεολαία Ελλάδας, Kommounistikí Neolaía Elladas) är Greklands kommunistiska partis ungdomsförbund. Organisationens ideologi är marxism–leninismen. KNE har även medlemmar i andra europeiska länder, exempelvis i Tyskland. Förbundet är medlem i Demokratisk Ungdoms Världsfederation.